# Sturnia
Sturnia is een geslacht van zangvogels uit de familie spreeuwen (Sturnidae). De soorten uit dit geslacht worden ook wel geplaatst in het geslacht Sturnus. Een studie uit 2008 wees echter uit dat Sturnus dan een polyfyletische groep vormde en daarom plaatsing in een eigen geslacht Sturnia meer voor de hand ligt.

## Soorten
Het geslacht kent de volgende soorten:
- Sturnia blythii  –  Witkopspreeuw
- Sturnia erythropygia  –  Andamanenspreeuw
- Sturnia malabarica  –  Grijskopspreeuw
- Sturnia pagodarum  –  Pagodespreeuw
- Sturnia sinensis  –  Mandarijnspreeuw